# Салкинд, Илья
Илья Хуан Салкинд Домингес (англ. и исп. Ilya Juan Salkind Domínguez) (/ˈsælkaɪnd/; род. 27 августа 1947), обычно известный как Илья Салкинд (англ. Ilya Salkind) — мексиканский кинопродюсер и телепродюсер, известный своим вкладом в три из четырёх фильмов о Супермене 1970-х и 1980-х годов вместе со своим отцом Александром Салкиндом.

## Ранняя жизнь и карьера
Илья Салкинд родился 27 июля 1947 года в Мехико, Мексика, в семье мексиканской писательницы Берты Домингес и продюсера Александра Салкинда. Салкинд имел русско-еврейское происхождение. Его дедушка, Михаил Яковлевич Залкинд, был одним из пионеров немого кино и спродюсировал фильм «Безрадостный переулок» (1925), в которой в первой главной роли сыграла тогда относительно малоизвестная Грета Гарбо. Впоследствии Михаил вместе с отцом Ильи, Александром Салкиндом, объединил свои силы, чтобы руководить многими успешными фильмами, от «Аустерлица» Абеля Ганса (1960) до «Процесса» Орсона Уэллса (1962). В возрасте одного года Илья Салкинд был сфотографирован сидящим на коленях у Жа Жа Габор. Начиная с 1969 года Салкинд стал третьим поколением своей кинематографической семьи. Он и Александр сняли множество фильмов, начиная с международного кассового хита «Три мушкетёра» (1973) и последующего фильма 1974 года «Четыре мушкетёра», первый случай, когда одновременно были сняты крупный фильм и его прямое  продолжение.

## Серия фильмов «Супермен»
Илья и Александр вместе с партнёром по производству Пьером Спенглером приобрели права на фильм о Супермене в августе 1974 года. Было решено, что Салкинды будут продюсировать и руководить съёмками «Супермена» и «Супермена II» одновременно, как это было в случае с «Тремя мушкетёрами» и «Четырьмя мушкетерами: Месть миледи». Получение прав на фильм у DC Comics (дочерней компании Warner Bros.) было невыносимым опытом для продюсеров, так как Спенглер был вынужден провести две недели на встречах с руководителями DC с конкретной целью создания пункта «целостность персонажа». Однако продюсеры позаботились о том, чтобы DC одобрили все аспекты фильма (включая диалоги). В то время Мухаммед Али, Дастин Хоффман, Аль Пачино, Джеймс Каан, Клинт Иствуд и Стив МакКуин рассматривались на главную роль Супермена.
К Уильяму Голдману обратились с просьбой написать сценарий, но он решил не делать этого, поскольку Илья Салкинд лично сослался на определённые творческие разногласия с Голдманом. В конечном счёте, Илья нанял писателя «Крёстного отца» Марио Пьюзо. Тогда начались отчаянные поиски режиссёра. Стивен Спилберг проявил интерес, и Салкинд почувствовал себя комфортно, наняв его после того, как был впечатлён его работой над фильмам «Дуэль» и «Шугарлендский экспресс», хотя его отец был настроен скептически, считая, что Спилберг недостаточно известен, и заявил, что им нужно подождать, пока «этот рыбный фильм его» не будет выпущен. «Челюсти» были выпущены с единодушным успехом, хотя к тому времени было уже слишком поздно, так как Спилберг решил вместо «Супермена» снимать «Близкие контакты третьей степени».
Питер Йейтс был заинтересован в режиссуре и некоторое время участвовал в переговорах, однако сделка была сорвана. И Уильяму Фридкину, и Сэму Пекинпа также была предложена возможность стать режиссёром. Фридкин категорически отклонил предложение, в то время как Пекинпа выбыл из работы, когда достал пистолет во время встречи с Салкиндом. Тогда рассматривались Ричард Лестер, Гай Хэмилтон, Джордж Лукас, Джон Гиллермин и Рональд Ним, хотя Лукас был исключён, так как Салкинд обнаружил, что он слишком увлечён фильмом «Звёздные войны (Новая надежда)». Было решено работать с Хэмилтоном, в свете того факта, что Салкинд был впечатлён работой Хэмилтона в качестве режиссёра фильмов, среди других, «Голдфингер» и «Битва за Британию».
Изначально Салкинд рекомендовал Марио Пьюзо написать сценарий серьёзной научно-фантастической эпопеи. Хотя Пьюзо действительно впечатлил его некоторыми аспектами, Салкинд чувствовал, что сценарий остался нетронутым, будучи в целом кэмпным, как и Гай Хэмилтон. Также они цитировали слишком много элементов «греческой трагедии и Шекспира». Четвёртый злодей, приговорённый к Фантомной зоне, по имени Зак-Ур, появился как комичный приспешник. К этому времени Пьюзо почувствовал, что «может делать все, что мог», сдав два черновика, а Дэвид Ньюман и Роберт Бентон были наняты для переписывания, чтобы удалить нежелательный материал, касающийся чрезмерного количества комичных сцен. Лесли Ньюман пригласили, как только Бентон ушёл, чтобы снимать «Позднее шоу».
Начался кастинг, и Александр Салкинд захотел, чтобы роль Супермена сыграл знаменитый актёр. Дастин Хоффман снова был высоко оценён, хотя от этой идеи отказались. Роберту Редфорду предложили роль, но он чувствовал, что слишком знаменит и не подходит для этой роли, как и Бёрт Рейнольдс. После успеха «Рокки» Сильвестр Сталлоне усиленно лоббировал эту роль, но его проигнорировали. Полу Ньюману были предложены все три роли Супермена, Джор-Эла и Лекса Лютора на его выбор, хотя он не принял ни одну из них, за зарплату в 4 миллиона долларов. Ник Нолти и Рекс Харрисон отказались. Было решено сосредоточиться на кастинге Джор-Эла и Лекса Лютора и оставить Супермена на потом. Затем Хоффману предложили роль Лютора, и, хотя он был заинтересован, он отказался. Марлон Брандо в конечном итоге был выбран на роль Джор-Эла, в результате чего Джин Хэкмен был выбран на роль Лютора, поскольку он отчаянно хотел работать с Брандо. Впечатлённые способностью продюсеров привлекать известных актёров на соответствующие роли, Warner Bros. решила распространять фильм на международном уровне, а не только внутри страны.
Затем в Риме, Италия, начали запускать установки, а также проводили экспериментальные лётные испытания. Брандо, однако, не смог поехать в Рим, так как ордер на его арест всё ещё действовал из-за непристойности его роли в фильме «Последнее танго в Париже». Было решено перенести производство в Англию, но сам Хэмилтон был налоговым изгнанником из своей родной страны, что позволяло ему проводить только 60 дней в году или меньше. Режиссёр был вынужден уйти из-за действий Брандо, и к тому времени на производство уже было потрачено шесть миллионов долларов. Марк Робсон тогда вёл переговоры о режиссуре после того, как Салкинд был впечатлён его работой над фильмом «Землетрясение». Однако после просмотра фильма Ричарда Доннера «Омен» Доннер был выбран.

## Карьера после Супермена
Последним путешествием Салкиндов в кинофэнтези стал фильм 1985 года «Санта Клаус». В том же году, DC Comics назвали Илью и его отца Александра одними из лауреатов публикации, посвящённой 50-летию компании, «Пятьдесят Тех, Кто Сделал DC Великими» за их работу над кинофраншизой о Супермене.
Салкинды снова вернулись к мифологии Супермена в 1988 году, на этот раз с телесериалом «Супербой» с Джоном Хеймсом Ньютоном в заглавной роли в течение первого года существования шоу, Джерардом Кристофером в роли Мальчика из Стали на оставшуюся часть существования шоу и Стэйси Хайдук в роли Ланы Лэнг, продержалась четыре сезона идущих как 100 эпизодов. После последнего фильма команды «Христофор Колумб: Завоевание Америки» (1992) Илья и его тогдашняя жена Джейн Чаплин (дочь Чарли Чаплина) поселились в Орландо, Флорида, где снималась большая часть телесериала «Супербой». Там Илья и Джейн взяли творческий отпуск и посвятили время воспитанию двух сыновей Орсона и Оцеола Салкиндов. В 1999 году пара полюбовно рассталась.

### Ilya Salkind Company
Вернувшись в 2003 году в Лос-Анджелес, продюсер в конце лета того же года основал компанию Ilya Salkind Company. Первый проект компании «Молодой Александр Великий» снимался в Греции и Египте в декабре 2010 года. На ближайшие годы у компании было несколько крупных кинокартин. С 2010 года Ilya Salkind Company была распущена.

### Ретроспективы Супермена
На DVD-выпуске «Superboy: The Complete First Season» (с англ. — «Супербой: Полный первый сезон») в 2006 году Салкинд появился в документальном фильме «Superboy: Getting Off the Ground» (с англ. — «Супербой: Отрыв от земли») и предоставил аудиокомментарии со звездой телесериала Джоном Хеймсом Ньютоном в двух эпизодах. Он также появился в телевизионном документальном фильме 2006 года «Взгляд в небо», рассказывая о том, как он продюсировал фильмы о Супермене. Вместе с продюсером Пьером Спенглером он также предоставил аудиокомментарии к DVD-релизам «Superman: The Movie (Four-Disc Collector's Edition)» (с англ. — «Супермен: Фильм (Коллекционное издание с четырьмя дисками)»), «Superman II (Two-Disc Special Edition)» (с англ. — «Супермен II (Специальное издание с двумя дисками)») и «Superman III (Deluxe Edition)» (с англ. — «Супермен III (Делюкс издание)») в 2006 году.

### Сообщение о пропаже
Салкинд, который родился в Мехико, отправился к югу от границы, чтобы управлять семейным имуществом, принадлежащим его матери, которая умерла несколькими годами ранее. Он останавливался в доме своей семьи в Тепостлане. 2 февраля 2011 года давний деловой партнёр Салкинда подал заявление о пропаже в мексиканские власти, Салкинд оставил свой мобильный телефон в своём имении в Мехико 30 января, сказав своим сотрудникам, что он собирается выполнить поручения, и с тех пор его никто не видел. Семья и друзья встревожились, когда на следующий день он не явился к стоматологу. 3 февраля следователи обнаружили Салкинда в местной больнице, где, как сообщалось, он находился под седативным действием.

## Личная жизнь
Салкинд был женат в 1976 году на Скай Обри, от которой у него двое детей Анастасия и Себастьян. Пара развелась в 1979 году. Он женился на Патриции Боннет в 1980 году. У пары есть один ребёнок Алексис. Позже он женился на Джейн Чаплин, дочери легендарного Чарли Чаплина. У них двое сыновей Орсон и Оцеола, но в 1999 году они развелись. Последние двадцать лет он жил с Деборой Мур. У них нет детей и они не женаты.

## Фильмография

### Продюсер
| Год       | Название                             | Режиссёр           |
| --------- | ------------------------------------ | ------------------ |
| 1971      | Маяк на краю света                   | Кевин Билингтон    |
| 1971      | Убей!                                | Ромен Гари         |
| 1972      | Синяя борода                         | Эдвард Дмитрык     |
| 1973      | Три мушкетёра                        | Ричард Лестер      |
| 1974      | Четыре мушкетёра: Месть миледи       | Ричард Лестер      |
| 1976      | Буржуазные причуды                   | Клод Шаброль       |
| 1977      | Принц и нищий                        | Ричард Флейшер     |
| 1978      | Супермен                             | Ричард Доннер      |
| 1980      | Супермен II                          | Ричард Лестер      |
| 1983      | Супермен III                         | Ричард Лестер      |
| 1984      | Супергёрл                            | Жанно Шварц        |
| 1985      | Санта Клаус                          | Жанно Шварц        |
| 1988-1992 | Супербой                             | Различные          |
| 1992      | Христофор Колумб: Завоевание Америки | Джон Глен          |
| 2006      | Супермен II: Версия Ричарда Доннера  | Ричард Доннер      |
| 2010      | Молодой Александр Великий            | Джалал Мерхи       |
| 2015      | Сердце Гаваны и удары                | Клаудио Дель Пунта |